# Cubières
Cubières is een gemeente in het Franse departement Lozère (regio Occitanie) en telt 177 inwoners (2008). De plaats maakt deel uit van het arrondissement Mende.

## Geografie
De oppervlakte van Cubières bedraagt 51,8 km², de bevolkingsdichtheid is 3,8 inwoners per km².

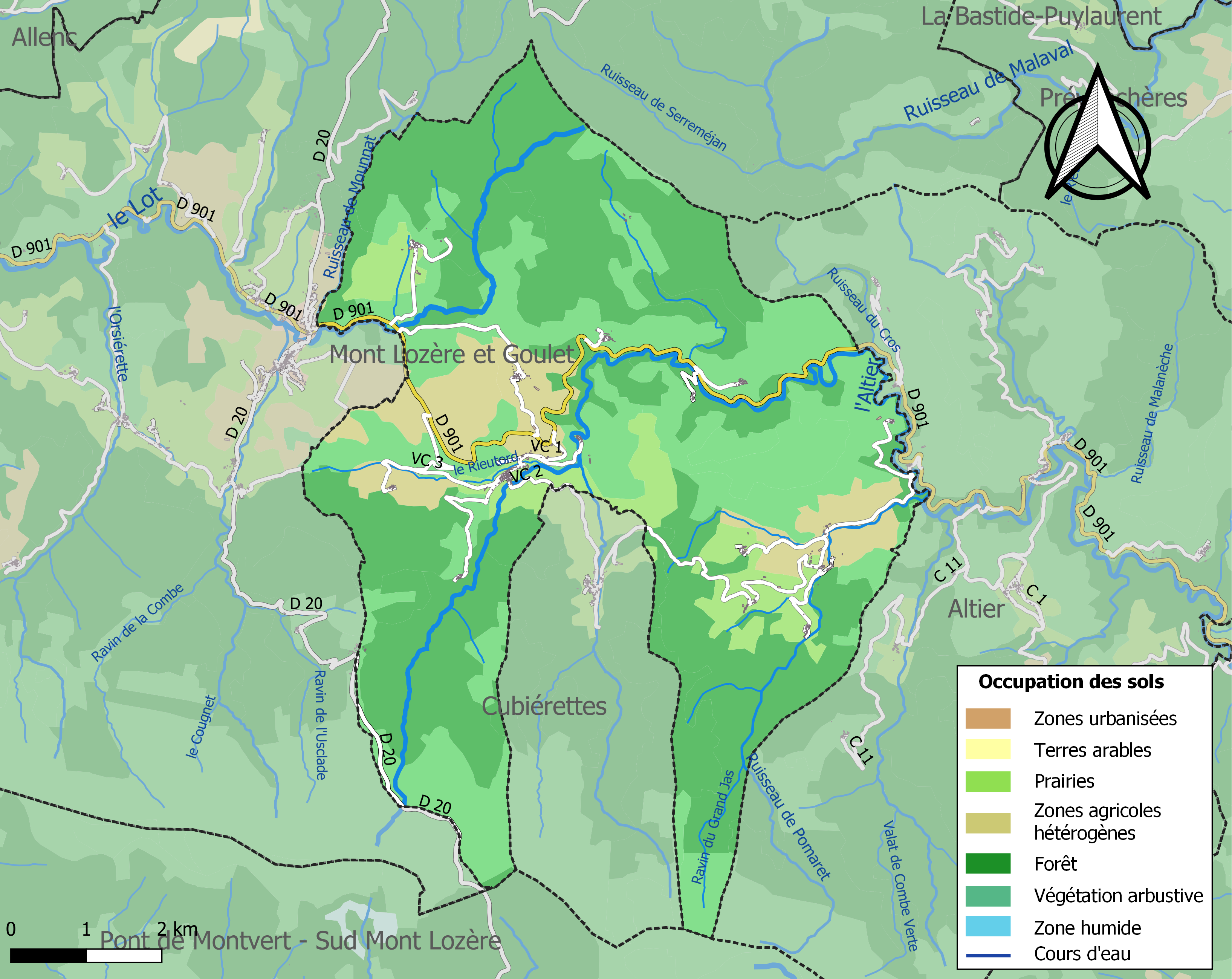
Kaart van de gemeente met de belangrijkste infrastructuur, bodemgebruik en omliggende gemeenten

## Demografie
Onderstaande figuur toont het verloop van het inwonertal (bron: INSEE-tellingen).